# Daniel Victor de Trimond
Daniel Victor de Trimond, est un administrateur français né à Nîmes le 18 février 1745, baptisé le 24 à la cathédrale Notre-Dame-et-Saint-Castor de Nîmes, et mort au château de la Saussaye, à Vert-le-Grand le 8 janvier 1813 .

## Biographie
Fils de Pierre de Trimond (1704-1774), chevalier d'honneur en la cour des comptes, aides et finances de Montpellier, marié à Nîmes, en 1742, avec Marie Henriette Guiraud (1723-1779).  
Il a d'abord été conseiller au parlement d'Aix du 31 mars 1767 jusqu'à la suppression de l'office en 1771. Il a ensuite été nommé maître des requêtes le 5 août 1772.
Daniel Victor de Trimond a épousé, à l'église Saint-Roch, le 27 octobre 1779, Antoinette Claude Bouvart, née à Paris, le 18 novembre 1755, décédée au château de La Saussaye, le 25 juin 1839, fille de Michel-Philippe Bouvart, docteur régent de la faculté de médecine de Paris, membre de l'Académie des sciences en 1743, professeur au Collège royal de 1747 à 1756. 
Il est nommé intendant de la généralité de Montauban le 26 novembre 1783, en remplacement de Pierre Charles Meulan d'Ablois, et a conservé ce poste jusqu'à la Révolution. Pour protéger le faubourg de Villebourbon d'eaux stagnantes, il a fait construire un aqueduc, puis, pour protéger le faubourg des eaux du Tarn, il a fait prolonger un quai suffisamment loin du faubourg.
Il s'est retiré à Maisse entre mars 1793 et janvier 1794. Il est alors arrêté et détenu dans la prison de Port-Libre (ancien couvent de Port-Royal) avant d'être remis en liberté par ordre du Comité de sûreté générale, le 25 octobre 1794.
Il est membre du conseil d'arrondissement d'Étampes le 14 juillet 1812.

## Famille
Ancienne famille noble de Provence descendant de Pierre de Trimond, seigneur de La Penne et de La Tour, habitant la ville de Digne. Il a acquis des terres de Clumans et de Lambruisse en 1320
- Antoine de Trimond (vers 1550-1606), seigneur d'Aiglun, de Tartonne, de La Penne, de Clumans and de Lambruisse, marié en 1577 à Marguerite de Bus (†1633), sœur de César de Bus, fondateur de la Congrégation des Prêtres de la doctrine chrétienne ;
  - Honoré de Trimond (1579-1658) marié en 1599 avec Françoise d'Irigny (†1638) ;
    - Léon de Trimond (1605-1671), conseiller au parlement d'Aix, marié en 1626, en premières noces, avec Isabeau de Villeneuve (†1637) ;
      - Honoré de Trimond (1627-1702), seigneur d'Aiglun, de l'Escale, de Sérénon et de la Tour, reçu en 1599 conseiller au parlement d'Aix, marié en 1660 avec Élisabeth de Chassegros ;
        - Jean-Augustin de Trimond (†1737) marié en 1699 avec Charlotte Pontevès-Gien, sans descendance.
        - Thérèse de Trimond mariée à Joseph de Milan, seigneur de Cornillon, trésorier général de France, président au parlement d'Aix ;
          - Félicité de Milan, mariée en 1720 avec Bénigne Le Ragois, marquis de Bretonvilliers ;
            - Charlotte Bénigne Le Ragois de Bretonvilliers (1741-1824), mariée en premières noces, en 1760, avec Marc Antoine Front de Beaupoil de Saint-Aulaire, marquis de Lanmari (†1761), en secondes noces, en 1763, avec Charles-François-César Le Tellier de Montmirail (1734-1765)[3] ;

      - Louis de Trimond (1630- )
      - Émeric de Trimond (1635- ), branche de Puymichel, marié à Demoiselle de Béraud ;
        - Louis de Trimond (†1758), seigneur de Puymichel en partie, marié en premières noces, en 1704, avec Catherine d'Aymar de Pierrerue, en secondes noces, en 1717, avec Anne de Thomassin des seigneurs de Mazaugues ;
          - Henri Joseph Gabriel de Trimond (†1789), seigneur de Tartonne, des Trémoux, de Puymichel, de Hauteval, conseiller au parlement d'Aix, reçu au parlement d'Aix après le décès de son oncle, Jean-Augustin de Trimond, marié en 1758 avec Dorothée de Durand ;

  - Louis de Trimond (†1652), branche du Languedoc, avocat à Nîmes, premier consul de Nîmes en 1643[4], marié à Nîmes, en 1616, à Dauphine Fabre (†1652) ;
    - Charles Léon de Trimond, maire de Nîmes en 1653, avocat général à la cour des comptes de Montpellier en 1659, il cède sa charge à son fils Honoré Trimond, puis la reprend après sa mort[5],[6], marié en 1653 avec Jeanne de Baudan ;
      - Honoré de Trimond ( -1688), avocat général à la cour des comptes de Montpellier ;
      - Jean-Louis de Trimond (1655-1738), chevalier d'honneur en la cour de Montpellier, marié en 1701 avec Madeleine de Veyssière ;
        - Pierre de Trimond (1704-1774), chevalier d'honneur en la cour de Montpellier, marié en 1742 avec Marie Henriette Guiraud ;
          - Daniel Victor de Trimond marié en 1779 avec Antoinette Claude Bouvart ;
            - Louis Pierre Victor de Trimond (1782-1835), vicomte héréditaire en 1820, marié à Marie-Josèphe Crignon d'Ouzouer (1788-1871), fille d'Anselme Crignon d'Ouzouer ;
              - Marie-Henriette-Thays de Trimond (1808-1840) mariée en 1830 à Hector-Adolphe de Bodin ;
              - Daniel-Augustin-Edmond de Trimond (1810- ) marié en 1846 à Isabelle Claire Hennequin d'Ecquevilly ;
              - Marie-Antoinette-Béatrix de Trimond (1812- ) mariée en 1830 avec Alexandre Gonzague Le Petit de Sérans ;
              - Marie-Joséphine-Susanne-Alasacie de Trimond (1814- ) mariée en 1833 à Pierre-François-Marie Brossaud de Juigné (1791-1873)[7] ;
              - Marie-Augustine-Alix de Trimond (1818- ) mariée en 1839 avec Charles-Côme-Marie de Larocque-Latour ;
              - Marie-Philippine-Laure de Trimond (1821- ) marié en 1843 avec Henri-Gabriel Davy de Balloy ;

            - Marie Étiennette Pauline de Timond (1787-1827) mariée en 1804 à Jacques Philippe Edme Guéau (1772-1808), comte de Reverseaux ;
            - Louise Marie Geneviève Joséphine de Trimond (1790-1846) ;
            - François-de-Sales Joseph de Trimond (1793-1840) marié en 1817 avec Louise Constante Hunault de La Chevallerie (1800-1852) ;
              - Louise Geneviève Antoinette de Trimond (1820- ) mariée en 1841 avec Charles Bonnault de Villemenard ;

            - Marie Jeanne Monique de Trimond (1797-1866), mariée à Vert-le-Grand, en 1822, à Ange Marie Hippolyte Mascarène (1782-1854), comte de Rivière ;